# 魔法使いの弟子
交響的スケルツォ『魔法使いの弟子』（こうきょうてきスケルツォ「まほうつかいのでし」、フランス語: L'apprenti sorcier, scherzo symphonique）は、フランスの作曲家ポール・デュカスが1897年に作曲した管弦楽曲。日本においては通例「交響詩『魔法使いの弟子』」と表記される。
極度の完璧主義者として知られ、自らが佳作と認めない作品は生前にすべて破棄してしまったデュカスは、わずかに13曲しか作品を遺していない。この作品はそのうちの1つであり、したがってデュカスの自信作のひとつである。デュカスの最も有名な作品として知られる。

## 概要

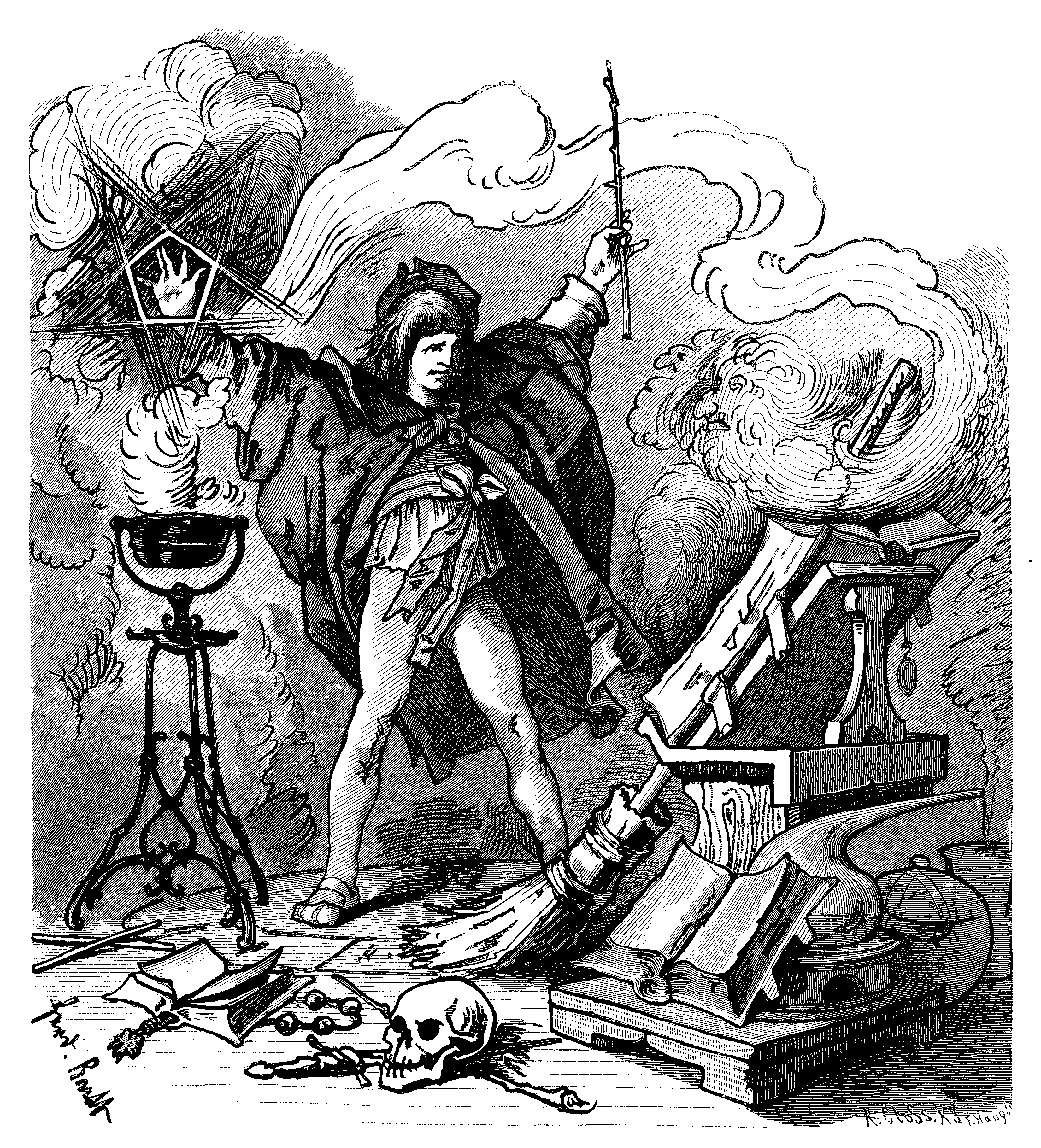
ゲーテ作品集に載せられた絵。1882年頃、S.Barthによる。

ゲーテが、サモサタのルキアノスの詩『嘘好き』（Philopseudes）に基づき書き上げたバラッド『魔法使いの弟子』（Der Zauberlehrling）の仏語訳を原典としている。

### 詩の大意
老いた魔法使いが若い見習いに雑用を言い残し、自分の工房を旅立つところから物語が始まる。
見習いは命じられた水汲みの仕事に飽き飽きして、箒に魔法をかけて自分の仕事の身代わりをさせるが、見習いはまだ完全には魔法の訓練を受けていなかった。そのためやがて床一面は水浸しとなってしまい、見習いは魔法を止める呪文が分からないので、自分に箒を止める力がないことを思い知らされる。絶望のあまりに、見習いは鉈で箒を粉々にするが、さらに箒の破片が新たな箒となり、水汲みを続けていき、かえって速く水で溢れ返ってしまう。もはや洪水のような勢いに手のつけようが無くなったかに見えた瞬間、師匠の魔法使いが戻ってきて、たちまちまじないをかけて急場を救い、弟子を叱り付けるのだった。

### 元の詩との差異
サモサタのルキアノスの詩『嘘好き Philopseudes』とでは話の本筋は変わらないが微妙な差異がある。元の詩では魔法使いはとあるエジプト人で、箒ではなく乳棒、最後に窮地を救うことは変わらないが叱りつけることはなかった。

### ファンタジア
1940年のウォルト・ディズニーのアニメ映画『ファンタジア』に使用され、ミッキーマウスが「弟子」役で登場したことにより、本作の知名度が上がった。

## 作曲・初演
1897年に「ゲーテによる交響的スケルツォ」として脱稿し、デュカスの出世作となった。
ベルリオーズやワーグナーの流れを汲む華麗な管弦楽法、ベートーヴェンやブラームス、恩師フランクに影響された堅固な楽曲構成、畏友ドビュッシーに明らかに触発された全音音階の多用など、伝統的な要素とモダンな要素が相俟って、独特の魅力的な音響世界を作り出している。古典的な形式と新しい音楽語法との融合は、ラヴェルの成熟期の作風に先鞭をつけたと見なされている。
総譜はデュラン社のほか、インターナショナル社などからも出版されている。

## 曲の構成
「スケルツォ」と題されてはいるが、スケルツォ楽章に伝統的な三部形式やロンド形式によってはおらず、非常に自由なソナタ形式（もしくはロンド・ソナタ形式）を下敷きとしている。緩やかな序奏に続いて、デュカスが好んだ9拍子（3/8拍子×3小節）による主部が続く。ヘ短調。演奏時間は10分強。

中心主題

## 編成
ファゴットが活躍することで有名。
ピッコロ 1、フルート 2、オーボエ 2、クラリネット 2、バスクラリネット 1、ファゴット 3、コントラファゴットまたはコントラバス・サリュソフォーン 1 、ホルン 4、トランペット 2、コルネット 2、トロンボーン 3、ティンパニ3、シンバル、吊り下げ式シンバル（サスペンデッドシンバル）、トライアングル、バスドラム、鍵盤付きグロッケンシュピール、ハープ、弦五部（第1ヴァイオリン、第2ヴァイオリン、ヴィオラ、チェロ、コントラバス）